# Naked & Funny
Naked & Funny （ウクライナ語:Голі та смішні、ロシア語:Голые и смешные）は2007年に放映開始されたウクライナのTV番組である。

## 内容
ウクライナ制作のバラエティ番組。全編が23分間で構成され、オデッサの街中に設置された隠しカメラを通し、通行人を驚かせるどっきり番組である。女性のヌードシーン（トップレスのみ）が頻繁に登場する。カメラアングルが豊富であることから、実際にはどっきりではなく通行人も仕込みである 。ウクライナの放送局のICTVが制作。ロシア国内ではДТВとРЕН ТВが放映。その他、現在ではコメディセントラルを通じ、世界各国で放映されている。

## 出演者
- リディア・クラスナルジェヴァ